# Hexamethylwolfram
Hexamethylwolfram je organická sloučenina se vzorcem W(CH3)6 (zkráceně WMe6). Tento alkylový komplex vytváří za pokojové teploty červenou pevnou látku, citlivou na přítomnost vzduchu, je ale vysoce těkavý a sublimuje již při −30 °C. Šestice methylových skupin mu propůjčuje dobrou rozpustnost v ropě, arenech, etherech, sulfidu uhličitém, a tetrachlormethanu.

## Příprava
Hexamethylwolfram poprvé připravili v roce 1973 Geoffrey Wilkinson a A. J. Shortland reakcí methyllithia a chloridu wolframového v diethyletheru.; pokus o jeho přípravu byl inspirován předchozím výzkumem naznačujícím, že tetraedrické methylové komplexy přechodných kovů jsou tepelně nestálé a oktaedrické by tak měly být odolnější. V roce 1976 Wilkinson a A. L. Galyer popsali vylepšenou přípravu z trimethylhliníku a, jako náhrady methyllithia, trimethylaminu:
WCl6 + 6 Al(CH3)3 → W(CH3)6 + 6 Al(CH3)2Cl
K alkylaci lze také použít dimethylzinek:
WX6 + 3 Zn(CH3)2 → W(CH3)6 + 3 ZnX2 (X = F, Cl)

## Struktura
W(CH3)6 zaujímá narušenou trigonálně prizmatickou geometrii se symetrií C3v u skupiny WC6 a C3 se započtením atomů vodíku. Struktura bez vodíkových atomů je tvořena centrálním atomem obklopeným z každé strany dvěma trojicemi uhlíků, přičemž jeden z trojúhelníků tvořených těmito uhlíky je o trochu větší a zároveň se nachází blíže k centrálnímu atomu. Trigonálně prizmatická geometrie je u organokovových sloučenin šestivazných kovů neobvyklá, většina z nich má oktaedrickou geometrii. Při původní přípravě byla z infračerveného spektra vyvozena oktaedrická struktura. V roce 1978 studie využívající fotoelektronovou spektroskopii původně předpokládanou Oh strukturu potvrdila.
V roce 1989 bylo rentgenovou krystalografií zjištěno, že ion [Zr(CH3) 2-
6  je trigonálně prizmatický a takovouto geometrii mají i další d0 ML6 molekuly, jako jsou [Nb(CH3) -
6 , [Ta(CH3) -
6 , a W(CH3)6. Po vydání tohoto článku byla provedena další zkoumání struktury W(CH3)6. Elektronovou difrakcí v plynné fázi bylo potvrzeno, že W(CH3)6 je trigonálně prizmatický, se symetriemi D3h nebo C3v. Roku 1996 byla s využitím monokrystalové rentgenové difrakce popsána u W(CH3)6 silně narušená trigonálně prizmatická struktura, jejíž potvrzení nastalo v roce 1998.
Ideální D3h trigonálně prizmatická geometrie, ve které je všech šest atomů uhlíku rovnocenných, je narušena do C3v struktury, kde se u jedné trojice methylových skupin úhly C-W-C zvyšují na 94-97° a vazby C-W jsou poněkud kratší, zatímco další trojice methylových skupin má úhly C-W-C menší (75-78°) a vazby delší.
Odchylku od oktaedrické geometrie pravděpodobně způsobuje pseudo Jahnův–Tellerův efekt.
V roce 1995, před vydáním Seppeltova a Pfennigova článku, skupina vedená C. K. Landisem předpověděla narušenou trigonálně prizmatickou geometrii výpočty na základě teorie valenčních vazeb a metody VALBOND.
Vyhodnocování spektrálních dat nových sloučenin je obtížné: první data nemusí poskytovat důvod k domněnkám, že se struktura liší od předpovězené, ale stále je možné, že původní předpoklad bude vyvrácen. Před rokem 1989 nebyl důvod pro předpoklad, že by sloučeniny typu ML6 mohly mít i jinou než oktaedrickou geometrii, pozdější metody ale ukázaly, že z tohoto pravidla existují výjimky, jakou je i W(CH3)6.
K dalším komplexům šestivazných kovů vykazujícím narušenou trigonálně prizmatickou strukturu patří [MoMe6], [NbMe6]−, a [TaPh6]−; všechny jsou d0 komplexy. Ke komplexům s pravidelnou trigonálně prizmatickou strukturou (D3h symetrií) patří mimo jiné [ReMe6] (d1), [TaMe6]− (d0), a [ZrMe6]2− (d0).

## Reaktivita a možná využití
Za pokojové teploty se hexamethylwolfram rozkládá za uvolnění methanu a stopových množství ethanu, přičemž se také vytváří černý pevný produkt, tvořený pravděpodobně polymethylenem a wolframem, i když rozklad W(CH3)6 na kovový wolfram je nepravděpodobný:
W(CH3)6 → 3 CH4 + C2H6 + W
Podobně jako mnohé další organokovové komplexy se WMe6 rozkládá za přítomnosti kyslíku; podobně se působením kyselin uvolňuje methan a s ním vznikají neznámé deriváty wolframu, reakcemi s halogeny vznikají příslušné methylhalogenidy a halogenidy wolframu.
V roce 1991 byl podán patent na využití W(CH3)6 při výrobě polovodičů pokrytých tenkou vrstvou wolframu pomocí chemické depozice z plynné fáze; v praxi se ale k tomuto účelu používá jiný postup, založený na fluoridu wolframovém a vodíku.
Reakcí W(CH3)6 se směsí fluoru a neonu za −90 °C se tvoří, s 50% výtěžností, W(CF3)6, jako značně těkavá bílá pevná látka.
Hexamethylwolfram také reaguje s trimethylfosfinem, přičemž vzniká WMe6(PMe3), jenž s PMe3 za působení ultrafialového záření vytváří karbynový komplex trans-WMe(CMe)(PMe3)4.

## Bezpečnost
Při práci s W(CH3)6 byly zaznamenány výbuchy, a to i za nepřítomnosti vzduchu.